# Praestilbia designata
Praestilbia designata là một loài bướm đêm trong họ Noctuidae.